# Groupement I/6 de Gendarmerie mobile
Le groupement  I/6 de Gendarmerie mobile (GGM I/6) fait partie de la Région de Gendarmerie de Marseille. Originellement implanté à Montpellier (Hérault), le groupement déménage à Nîmes (Gard) en septembre 2012. Il comporte 5 escadrons situés en Occitanie et en Provence-Alpes-Côte d'Azur.

## Implantation des unités
- Provence-Alpes-Côte d'Azur
  - EGM 11/6 à Marseille
  - EGM 16/6 à Orange
- Occitanie
  - EGM 12/6 à Lodève
  - EGM 13/6 à Lodève
  - EGM 14/6 à Perpignan
  - EGM 15/6 à Nîmes

### Dissolution
- EGM 13/6 de Narbonne a été dissous en septembre 2011[2].

## Appellations
- Groupement I/6 de Gendarmerie Mobile (depuis 1er janvier 1991)